# Алкател-Лусент
Алкател-Лусент (на френски: Alcatel-Lucent) е бивша френска корпорация, сред лидерите на световния пазар на телекомуникационно оборудване.
Произвежда софтуер, хардуер, предоставя разнообразен тип услуги за телекомуникационния сектор.
Основана през 1898 г. под името CGE, „Алкател“ се издига до нивото на един от световните лидери в телекомуникационния сектор.
В края на 1980-те години с появата и бурното развитие на мобилните комуникации, „Алкател“ се специализира и в тази област, включително в разработването и производството на мобилни телефони и софтуер за тях.
За 2005 г. приходите на „Алкател“ са 13,1 млрд. долара.
През 2006 г. „Алкател“ закупува основния си американски конкурент от телекомуникационния сектор Лусент Текнолоджис и се преименува на „Алкател-Лусент“.
На 14 януари 2016 г., „Алкател-Лусент“ започва да функционира като част от Нокия.